# 231 TCN
231 TCN là một năm trong lịch La Mã.